# Лисичин
Лиси́чин — село у Зарічненській громаді Вараського району Рівненської області України. Населення становить 192 особи (станом на 2001 рік).

## Географія
Село Лисичин лежить за 24,2 км на південний захід від районного центру, фізична відстань до Києва — 335,7 км.
| Клімат Лисичина         | Клімат Лисичина | Клімат Лисичина | Клімат Лисичина | Клімат Лисичина | Клімат Лисичина | Клімат Лисичина | Клімат Лисичина | Клімат Лисичина | Клімат Лисичина | Клімат Лисичина | Клімат Лисичина | Клімат Лисичина | Клімат Лисичина |
| Показник                | Січ.            | Лют.            | Бер.            | Квіт.           | Трав.           | Черв.           | Лип.            | Серп.           | Вер.            | Жовт.           | Лист.           | Груд.           | Рік             |
| Середній максимум, °C   | −2,4            | −1,1            | 3,6             | 12,4            | 19,1            | 22,7            | 23,8            | 23,0            | 18,2            | 11,9            | 4,9             | 0,0             | 11,3            |
| Середня температура, °C | −5,4            | −4,2            | −0,1            | 7,5             | 13,5            | 17,3            | 18,4            | 17,5            | 13,2            | 7,9             | 2,4             | −2,5            | 7,1             |
| Середній мінімум, °C    | −8,3            | −7,3            | −3,7            | 2,7             | 8,0             | 11,9            | 13,1            | 12,1            | 8,3             | 3,9             | 0,0             | −4,9            | 3,0             |
| Норма опадів, мм        | 34              | 28              | 28              | 39              | 56              | 80              | 78              | 63              | 56              | 44              | 40              | 40              | 586             |
| ----------------------- | --------------- | --------------- | --------------- | --------------- | --------------- | --------------- | --------------- | --------------- | --------------- | --------------- | --------------- | --------------- | --------------- |
| Джерело:                |                 |                 |                 |                 |                 |                 |                 |                 |                 |                 |                 |                 |                 |

## Населення
Станом на 1989 рік у селі проживали 233 особи, серед них — 115 чоловіків і 118 жінок.
За даними перепису населення 2001 року у селі проживали 192 особи. Рідною мовою назвали:
| Мова       | Кількість осіб | Відсоток |
| ---------- | -------------- | -------- |
| українська | 192            | 100,00%  |

Населення станом на 1 січня 2007 року становить 182 чоловіки.[джерело?]

## Політика
Голова сільської ради — Мельник Руслан Миколайович, 1989 року народження, вперше обраний у 2014 році. Інтереси громади представляють 14 депутатів сільської ради:
| Партія        | Кількість депутатів | Відсоток |
| ------------- | ------------------- | -------- |
| самовисування | 14                  | 100,00%  |

## Соціальна сфера
У селі є непрацююча школа І ступеня, фельдшерсько-акушерський пункт. Село має власну футбольну команду.[джерело?]